# Romanzado
Romanzado település Spanyolországban, Navarra autonóm közösségben. Romanzado Yesa, Castillo-Nuevo, Navascués-Nabaskoze, Urraúl Alto, Urraúl Bajo, Lumbier és Sigüés községekkel határos. Lakosainak száma 191 fő (2024).

## Népesség
A település népessége az elmúlt években az alábbi módon változott:
| Lakosok száma | 166  | 154  | 154  | 153  | 171  | 166  | 184  | 175  | 187  | 191  |
|               | 2001 | 2004 | 2006 | 2009 | 2011 | 2014 | 2016 | 2019 | 2021 | 2024 |